# Саєнко Олександр Олександрович (військовик)
Олекса́ндр Олекса́ндрович Сає́нко — колишній український військовик, підполковник Військово-Морських Сил ЗС України, командир 501-го окремого батальйону морської піхоти (м. Керч).
Після анексії Криму Росією у 2014 році перейшов на бік окупанта.

## Життєпис
У 2010 році Саєнка було призначено командиром в/ч А0669 (Керченського механізованого батальйону берегової охорони). Під його керівництвом бійці підрозділу брали участь у навчаннях «Адекватне реагування 2011» та «Перспектива-2012». 
26 грудня 2013 року, на базі механізованого батальйону берегової охорони було створено 501-й окремий батальйон морської піхоти ВМС України, командування яким було знову доручено Олександру Саєнку.
2 березня 2014 року, під час російсько-українського конфлікту в АР Крим російські військові заблокували вхід та оточили військову частину А0669, заявивши, що збираються допомагати у забезпеченні охорони частини. Після переговорів між Саєнком та представником ЗС РФ, останні відійшли за межі частини, однак продовжили блокування. 
6 березня 2014 року, українські морпіхи власними силами влаштували музичний концерт для підняття бойового духу. 
9 березня 2014 року, за словами глави медіа-центру Міноборони України в Криму Владислава Селезньова, до батальйону Саєнка прибув начальник берегових військ Чорноморського флоту РФ генерал-майор Олександр Остріков та запропонував морським піхотинцям до 16 березня ухвалити рішення, на чиєму боці вони бажають служити.
21 березня 2014 року, Саєнко підняв російський прапор над територією військової частини, тобто після анексії Криму Російською Федерацією перейшов на бік окупантів та, за його словами, пишається тим, що зумів не допустити кровопролиття. В подальшому, продовжив службу на попередній посаді в Збройних силах РФ, згодом був підвищений до заступника командира 810-ї окремої бригади.
У 2017 році колишній український морпіх командував парадом російських військ 9 травня в м. Керчі.